# Нововоронезька АЕС-2
Нововоронезька атомна електростанція II (рос. Нововоронежская АЭС-2) — діюча атомна електростанція в Росії. Розташована у Воронезькій області поблизу міста Нововоронеж. Це перша введена в експлуатацію електростанція, на якій працюють ядерні реактори покоління III+, а також перший ВВЕР-1200. Метою станції є заміна застарілих блоків ВВЕР-440 на старій станції. На електростанції працюють 2 ядерні реактори з водою під тиском загальною валовою потужністю приблизно 2400 МВт.

## Історія та технічна інформація

### Початки
Невдовзі після розпаду Радянського Союзу та незважаючи на економічну стагнацію, у 1991 році з Воронезької області надійшов запит на розширення Нововоронезької АЕС блоками 6 та 7. Оцінка впливу на навколишнє середовище була завершена ще у 1994 році. Причиною поспіху всього процесу затвердження було побоювання нестачі електроенергії, яка може виникнути через заплановану зупинку блоків 3, 4 та 5 у найближчі 2001-2010 роки. Наприкінці 1990-х років проект був змінений, і нові блоки більше не повинні були бути частиною старої електростанції, а повинні були сформувати новий блок під назвою Нововоронезька атомна електростанція II. Енергоблоки 6 і 7 (або II-1 і II-2) спочатку планувалися для експлуатації перспективних реакторів на основі проекту АЕС-92 з позначенням ВВЕР-1000/392, які є прямим розвитком реактора ВВЕР-1000/320. Сама пропозиція не була схвалена Мінатомом до 30 грудня 1999 року. Пізніше тип реактора було змінено на ВВЕР-1200/392М з проекту AES-2006, який є прямим наступником реактора ВВЕР-1000/392.

### Будівництво першого та другого блоків
У 2007 році губернатор Воронезької області Володимир Кулаков і глава Росатома Сергій Кирієнко підписали угоду про будівництво електростанції. Земляні роботи для об’єкта розпочалися в лютому 2008 року і, як очікується, будуть завершені до квітня 2008 року. Загалом чотири мільйони кубічних метрів ґрунту (близько 50 000 кубічних метрів на день) потрібно було викопати перед тим, як можна було розпочати заливку фундаменту. 24 червня 2008 року відбулася перша бетонна заливка фундаментної плити корпусу реакторного відділення першого енергоблоку. Ця дата також знаменує початок будівництва першого блоку. Це чотириконтурний водоводяний реактор ВВЕР-1200/392М. Будівництво другого енергоблоку розпочато 12 липня 2009 року. У середині травня 2011 року було виготовлено корпус першого реактора, а 15 липня 2011 року він був доставлений на будівельний майданчик електростанції, таким чином подолавши шлях у 3800 км. 14 вересня 2012 року завершено будівництво градирні першого енергоблоку. 6 листопада 2013 року корпус реактора другого блоку був доставлений на будівельний майданчик. 24 березня 2016 року почалося завантаження палива в перший реактор. 23 лютого 2017 року завершилися двотижневі випробування першого реактора на 100% потужності. 16 вересня 2019 року такі ж випробування завершилися на другому блоці, і таким чином вся електростанція витримала навантаження без проблем. Перший енергоблок підключено до мережі 5 серпня 2016 року, другий – 1 травня 2019 року. Промислова експлуатація блоків відбулася 27 лютого 2017 року та 31 жовтня 2019 року.
Валова потужність першого блоку – 1180 МВт, другого – 1181 МВт. Вони відправляють в мережу 1100 МВт і 1101 МВт.

### Будівництво третього та четвертого блоків
У 20-х роках 21 століття також планується будівництво ще двох кварталів. На ВВЕР-ТОІ зупинився вибір типу реакторів. Обидва повинні мати валову електричну потужність 1255 МВт. Це чотириконтурні реактори з водою під тиском, засновані на досвіді експлуатації реакторів ВВЕР-1000 і ВВЕР-1200. Нова потужність буде потрібна після виведення з експлуатації останнього блоку ВВЕР-440 на старій електростанції, а також блоку ВВЕР-1000/187 тип 5.
У серпні 2024 року уряд Росії оголосив, що в рамках програми будівництва нових атомних електростанцій буде побудований один блок типу ВВЕР-ТОІ, введення в промислову експлуатацію якого очікується в 2037 році.

## Інформація про реактори
| Реактор          | Тип реактора   | Продуктивність | Продуктивність | Початок будівництва | Підключення до мережі | Введення в експлуатацію | Закриття |
| Реактор          | Тип реактора   | Нетто          | Брутто         | Початок будівництва | Підключення до мережі | Введення в експлуатацію | Закриття |
| ---------------- | -------------- | -------------- | -------------- | ------------------- | --------------------- | ----------------------- | -------- |
| Нововороніж II-1 | ВВЕР-1200/392M | 1100 МВт       | 1180 МВт       | 24. 6. 2008         | 5. 8. 2016            | 27. 2. 2017             | 2077     |
| Нововороніж II-2 | ВВЕР-1200/392M | 1101 МВт       | 1181 МВт       | 12. 7. 2009         | 1. 5. 2019            | 31. 10. 2019            | 2079     |
| Нововороніж II-3 | ВВЕР-ТОІ       | 1115 МВт       | 1255 МВт       |                     | 2037                  |                         |          |